# Laghdira
Laghdira (franska: Laghdira (CR), Laghdira (Commune Rurale), arabiska: تيساف) är en kommun i Marocko.   Den ligger i provinsen El Jadida och regionen Casablanca-Settat, i den norra delen av landet, 140 km sydväst om huvudstaden Rabat. Antalet invånare är 16 879.